# Greenshot
Greenshot — вільна програма для створення знімків екрана для операційної системи Microsoft Windows. Поширюється під ліцензією GNU General Public License. Розробниками програми є Томас Браун, Йенс Коінген і Робін Кром.
Станом на 2014 рік, програма доступна 33-ма мовами, більшість перекладів були написані користувачами.

## Можливості
- Швидке створення знімків вибраної області, вікна або всього екрану;
- Коментування, підсвічування або виділення частин знімку;
- Кілька варіантів експорту знімків: збереження у файл, друк, копіювання в буфер обміну, долучення до електронного листа, надсилання до офісних програм або вивантаження на фото-хостинги типу Flickr або Picasa;